# Jigme Thinley
Dasho Jigme Yoser Thinley, né à Bumthang le 9 septembre 1952, est un homme d'État, Premier ministre  du Bhoutan du 9 avril 2008 au 14 juillet 2013, ainsi que de 1998 à 1999 et de 2003 à 2004.

## Biographie
Il est titulaire d'un master en administration publique de l'Université d'État de Pennsylvanie.
Le 24 mars 2008, il remporte les premières élections législatives  démocratiques de son pays, avec une majorité écrasante (44 sièges sur 47). Il devient président du gouvernement le 9 avril.
Thinley estime que la crise économique globale de 2008–2009 est à chercher dans la « cupidité humaine insatiable » et a insisté sur la nécessité de se concentrer sur la notion de « Bonheur national brut » prôné par le Bhoutan. Son gouvernement fonde sa politique sur le bonheur national brut plutôt que sur des considérations purement économiques. Le Bhoutan est en effet un des pays ayant une empreinte carbone parmi les plus bas (158e sur 186).
Le 3 février 2014, il obtient le titre de docteur honoris causa de l'université catholique de Louvain, Belgique.